# Anytime You Need a Friend
"Anytime You Need a Friend" là bài hát của nữ ca sĩ-nhà soạn nhạc người Mỹ Mariah Carey. Bài hát được viết và sản xuất bởi Carey và Walter Afanasieff cho album phòng thu thứ ba của cô, Music Box (1993). Đĩa đơn phát hành vào ngày 31 tháng 5 năm 1994, thông qua Columbia Records, như là đĩa đơn thứ tư và cũng là đĩa đơn cuối cùng từ album. Ca khúc chịu ảnh hưởng bởi các thể loại pop, R&B và gospel. Trong khi album chủ yếu tập trung vào định hướng nhạc pop cũng như các chất liệu quen thuộc với các đài phát thanh, "Anytime You Need a Friend" không đi theo công thức trên, trở thành ca khúc duy nhất trong Music Box mang âm hưởng của nhạc phúc âm. Về mặt ca từ, nhân vật nữ chính trong bài hát nói với người cô thầm yêu rằng bất cứ lúc nào anh cần một người bạn, cô chắc chắn sẽ ở đó giúp anh. Xuyên suốt phần bridge và đoạn cao trào của bài hát, các nhà phê bình đã chú ý đến sự thay đổi trong ca từ, từ một người bạn thành một người yêu.
Ca khúc nhận được những phản hồi tích cực từ các nhà phê bình âm nhạc đương đại, nhiều người ca ngợi quãng giọng hát rộng của Carey, cũng như những ảnh hưởng từ nhạc phúc âm mà họ cho là thiếu trong phần lớn của Music Box. Bên cạnh sự đồng thuận từ giới phê bình, bài hát đạt được những vị trí cao trên các bảng xếp hạng trên toàn thế giới và đạt đến vị trí thứ 12 trên bảng xếp hạng Billboard Hot 100 của Hoa Kỳ, nhưng trở thành đĩa đơn đầu tiên của Carey không lọt vào top 10 tại quốc gia này. Ngoài ra, nó cũng đạt vị trí thứ 5 tại Canada và quán quân các bảng xếp hạng của Phần Lan và Hà Lan. Bài hát nằm trong top 20 của Úc, Pháp, Ireland, New Zealand, Thụy Sĩ và Vương quốc Anh.
Carey đã trình diễn trực tiếp "Anytime You Need a Friend" trong một vài chương trình đối thoại truyền hình và lễ trao giải trên thế giới, trong đó có Late Show with David Letterman, chương trình bảng xếp hạng âm nhạc của Anh Top of the Pops và chương trình giải trí của Đức Wetten, dass..?. Thêm vào đó, ca khúc cũng là bài hát kết thúc buổi diễn trong các chuyến lưu diễn Music Box và Daydream World Tour của Carey, và được đưa vào các album tuyển tập như Greatest Hits (2001) và The Ballads (2008). Mặc dù một số bản phối lại được thực hiện riêng cho bài hát, song chỉ có bản phối của C+C là thành công hơn cả. Bản phối này được sản xuất bởi nhà sản xuất David Cole và Robert Clivillés của C+C Music Factory, và cũng là bản phối đầu tiên của Carey có tên cô trong đội ngũ sản xuất.
Video âm nhạc cho bài hát được ghi hình tại New York vào mùa hè năm 1994 bởi Danielle Federici. Video được thu dưới định dạng đen trắng, và lần đầu tiên giới thiệu hình ảnh mới của Carey, với kiểu tóc thẳng xuất hiện lần đầu trong sự nghiệp của cô. Ngoài ra, video còn có những cảnh Carey hát cùng với một dàn hợp xướng lớn của nhà thờ trong rạp hát, cùng với một vài người đang cô đơn và sầu muộn ở nhiều độ tuổi khác nhau, từ một em nhỏ đến một người đàn ông cao tuổi. Trong video, đứa trẻ và người đàn ông trở thành những người bạn và những người cầu nguyện theo đạo thiên Chúa, sau giờ giải lao ngắn của buổi diễn. Bản phối lại của C+C cũng được ghi hình một video âm nhạc riêng, với cảnh Carey và quản lý của cô đang nghỉ ngơi trong hậu trường của buổi quay video gốc.

## Bối cảnh và thu âm
Với album phòng thu thứ ba của Carey, Columbia Records quyết định quảng bá cô với phong cách tương tự với album đầu tay, chỉ yêu cầu cô sản xuất một album mang tính chất thương mại nhiều hơn và gần gũi hơn với các đài phát thanh. Họ lên kế hoạch bớt phô diễn giọng hát của Carey, và làm mượt mà quá trình sản xuất của album, nhằm cho ra đời một bản thu âm nhạc pop đương đại hơn. Đồng ý với các thay đổi này, Carey và Afanasieff tiến hành viết và thu âm các chất liệu cho album phòng thu thứ ba của cô, Music Box (1993). Trong bài hát đầu tiên của album, "Dreamlover", Carey đã làm việc với Dave Hall trong suốt quá trình sản xuất ca khúc. Để giúp đỡ việc sắp xếp cho ca khúc, Mottola đề nghị Walter Afanasieff hỗ trợ. Ông cho ra một bài hát hoàn thiện và biến nó trở thành một sản phẩm thương mại hơn. Music Box nhận được những phản hồi trái chiều giới phê bình đương đại, họ cho rằng việc giảm bớt sự phô trương trong giọng hát của Carey đã khiến cho năng lượng của cô bị giảm sút, và cảm thấy album "thiếu sự nồng nàn." Ca khúc duy nhất không trở thành chủ đề của phần lớn những lời phê bình là "Anytime You Need a Friend," với việc một số người gọi đây là một cái lướt qua thực sự cho quãng giọng cao của Carey, và là một trong số những khoảnh khắc mãnh liệt và mang ảnh hưởng nhạc gospel duy nhất trong Music Box. Trong một bài phỏng vấn, Carey mô tả rằng mặc dù mục đích chính của album vẫn là trở nên thương mại hóa hơn và quen thuộc với đài phát thanh hơn các sản phẩm trước đó của cô, cô vẫn thấy cần thiết có ít nhất một bài hát có sự tham gia của dàn hợp xướng nhà thờ và ghi lại dấu ấn của âm nhạc đã ảnh hưởng đến cô trong những năm tháng tuổi thơ của mình.

## Sáng tác
"Anytime You Need a Friend" là một bài hát có nhịp độ ở mức trung bình với ảnh hưởng từ nhạc pop, R&B và gospel. Theo trang khuông nhạc xuất bản bởi EMI Music Publishing trên Musicnotes.com, ca khúc được viết trên khóa Đô trưởng, trong khi nhịp thời gian được đặt ở nhịp chung, với tốc độ 83 nhịp trên phút. Chuỗi hợp âm trong bài hát có trình tự là Am/C–Bm7(no5)–E7/G♯–Am. Quãng giọng của Carey trong ca khúc trải dài 3 quáng tám, từ nốt thấp nhất E3 đến nốt cao nhất B♭6. Bài hát được viết bởi Carey và Afanasieff, và phần sản xuất cũng được họ thực hiện. Sau phần bridge của ca khúc, một dàn hợp xướng của nhà thờ xuất hiện và tham gia trong suốt phần hát tiếng bè cuối cùng và đoạn cao trào. Giọng hát của Carey được đặt trên nền của các giọng hát đệm nhạc phúc âm ở phần hát bè cuối bài, sau khi cô sử dụng quãng sáo để kết thúc bài hát. Lời bài hát mô tả một mối quan hệ mà trong đó nhân vật nữ chính có được với những người khác, và nói với họ rằng bất cứ lúc nào họ cần một người bạn, cô ấy chắc chắn sẽ ở đó.
Trong bài hát, ca từ dường như thể hiện thêm mối quan hệ mở ra giữa cặp đôi. Carey hát "Anytime you need a friend / I will be here / You'll never be alone again / So don't you fear / Even if you're miles away / I'm by your side / So don't you ever be lonely / Love will make it alright", (tạm dịch: Bất cứ khi nào bạn cần một người bạn/ Tôi ở ngay đây/ Bạn sẽ không bao giờ phải cô đơn nữa/ Vậy tại sao bạn phải sợ/ Thậm chí ngay cả khi bạn ở xa tôi cả ngàn dặm/ Tôi sẽ đến cạnh bạn/ Vậy bạn sẽ không cô đơn nữa.) phần lời ẩn chứa một tình bạn mà những cảm xúc chân thật được hiện diện. Tác giả Chris Nickson đã giải thích việc bài hát chuyển sang tập trung vào một mối quan hệ, khi lời ca chuyển thành "If you just believe in me / I will love you endlessly / Take my hand / Take me into your heart / I'll be there forever baby / I won't let go / I'll never let go" (tạm dịch: Nếu bạn chỉ cần tin vào tôi/ Tôi sẽ yêu bạn mãi mãi/ Nắm lấy tay tôi/ Hãy đưa tôi đến trái tim bạn/ Tôi sẽ ở đó mãi mãi bạn thân ạ/ Tôi sẽ không bỏ đi/ Tôi sẽ không bao giờ bỏ đi). Nhân vật chính sẵn lòng chấp nhận mối quan hệ chỉ dừng lại như một người bạn, nhưng nói với người bạn của mình rằng mặc cho anh cảm thấy cô ấy ra sao, cô vẫn yêu anh và vẫn muốn được anh yêu, điều mà cô không bao giờ quên hoặc "bỏ đi."

## Tiếp nhận phê bình
"Anytime You Need a Friend" nhận được đa số các đánh giá tích cực từ các nhà phê bình âm nhạc đương đại, nhiều người trong số họ tán dương ảnh hưởng của nhạc phúc âm trong bài hát cũng như quãng giọng của Carey. Sau những phản hồi trái chiều về album mẹ, Music Box, "Anytime You Need a Friend" được cho là sự đối lập mạnh mẽ với những ảnh hưởng từ nhạc pop trong album. Giới phê bình có chung quan điểm rằng với việc thể hiện giọng hát của Carey bị hạn chế, album bị mất chất lượng do cảm xúc và mức năng lượng bị giảm sút. Tuy nhiên, bài hát được cho là điểm khác biệt duy nhất so với album, khác hoàn toàn so với công thức mang định hướng nhạc pop của Music Box. J.D. Considine từ The Baltimore Sun viết rằng "Trong khi có thể đã biến "Anytime You Need a Friend" thành một bài hát cực kỳ mộ đạo, Carey và nhà sản xuất Walter Afanasieff lại sử dụng những hòa âm của nhạc gospel trong phần hát bè để làm nổi bật chất giọng pop-soul của Carey." Một biên tập viên cho tạp chí Portland Press Herald gọi bài hát là một trong số những "bài hát gốc cổ điển" của Carey, và thấy rằng nó đáng được đưa vào album tuyển tập #1's, dù nó không đạt quán quân trên Hot 100. Trong một bài viết của tờ Fort Worth Star-Telegram, người viết đã bình luận rằng quãng giọng của Carey trong ca khúc nghe như một "cốc thủy tinh vỡ thành nhiều mảnh" và khen ngợi sự kết hợp với thể loại gospel và dàn hợp xướng nhà thờ trong phần cao trào của bài hát. Christopher John Farley từ tạp chí Time mô tả ca khúc "đậm chất gospel" và nhận xét rằng "'Anytime You Need a Friend' đã chứng minh cho sức mạnh giọng hát của Carey, mặc dù nó lướt qua rất nhanh." Bình luận rằng bài hát "không thể phủ nhận là rất mạnh mẽ", David Browne của Entertainment Weekly đưa ra một đánh giá trái chiều về ca khúc, viết rằng "'Anytime You Need a Friend' với những dàn hợp xướng phúc âm có lẽ có ý khẳng định rằng Carey có chất soul — thứ mà cô ấy không có — nhưng chúng được sắp xếp một cách hài hòa, và trở thành một âm thanh đối lập tuyệt vời cho sai lầm của Carey trong việc phô trương giọng hát quá mức." Suraya Attas của The Straits Times nhận xét giọng hát của Carey có chất khàn, và cảm thấy bài hát "khai thác triệt để quãng giọng của cô ấy." Năm 2003, tờ The Daily Record gọi "Anytime You Need a Friend" là một trong số "những ca khúc nhạc dance đầu tiên xuất sắc nhất thế giới." Nhà phê bình John T. Jones của USA Today đánh giá bài hát là "truyền cảm hứng", trong khi một người viết khác từ The Atlanta Journal-Constitution gọi ca khúc "là tâm điểm của album." "Anytime You Need A Friend" đã thắng một giải Pop của BMI và một giải ASCAP cho nhà viết nhạc ở hạng mục giải thưởng nhạc Pop vào năm 1995.

## Diễn biến xếp hạng
"Anytime You Need a Friend" là đĩa đơn đầu tiên của Carey không đạt được vị trí trong top 10 của bảng xếp hạng US Billboard Hot 100. Bài hát ra mắt ở vị trí thứ 45 trên bảng xếp hạng và đạt đến vị trí thứ 12, nằm trong top 10 trong 18 tuần và trên bảng xếp hạng trong 21 tuần. Dẫu vậy, ca khúc vẫn phổ biến trên hệ thống đài phát thanh tại Mỹ và được xếp ở vị trí thứ 37 trên bảng xếp hạng đĩa đơn cuối năm 1994, giúp cho Carey có được 3 đĩa đơn nằm ở nửa đầu của bảng xếp hạng. Trên bảng xếp hạng Hot Adult Contemporary Tracks cuối năm, "Anytime You Need a Friend" kết thúc ở vị trí thứ 21 và ở vị trí thứ 39 trên bảng xếp hạng Hot Dance Music Club Play Singles cuối năm. Tại Canada, bài hát khởi động ở vị trí thứ 82 trên bảng xếp hạng Canadian RPM Singles Chart trong tuần ngày 23 tháng 5 năm 1994. Bảy tuần sau, ca khúc đạt đến vị trí cao nhất là thứ 5, trải qua 3 tuần liên tiếp ở vị trí này và tổng cộng 20 tuần trên bảng xếp hạng. Trên bảng xếp hạng cuối năm của RPM, "Anytime You Need a Friend" nằm ở vị trí thứ 39. Trong tuần ngày 19 tháng 6 năm 1994, trên bảng xếp hạng Australian Singles Chart, bài hát ra mắt ở vị trí thứ 48. Vài tuần sau, ca khúc vươn tới vị trí cao nhất của nó là thứ 12. Nó hiện diện ở vị trí này trong 1 tuần và trên bảng xếp hạng trong 17 tuần. "Anytime You Need a Friend" được chứng nhận Vàng bởi Hiệp hội Công nghiệp ghi âm Úc (ARIA), đánh dấu mốc 35.000 đơn vị được nhập về. "Anytime You Need a Friend" đạt ngôi vị quán quân của bảng xếp hạng Dutch Top 40.
Tại Pháp, đĩa đơn xuất hiện trên bảng xếp hạng ở vị trí thứ 43 trong tuần 29 tháng 10 năm 1994. Sau khi đạt vị trí cao nhất là thứ 12 trong một tuần, ca khúc thay đổi vị trí trên bảng xếp hạng trong tổng cộng 16 tuần kế tiếp. Tại Đức và Ireland, "Anytime You Need a Friend" dạt đến các vị trí thứ 31 và 16 trên bảng xếp hạng đĩa đơn của các quốc gia này. Bài hát ra mắt ở vị trí thứ 9 trên bảng xếp hạng New Zealand Singles Chart trong tuần lễ ngày 26 tháng 6 năm 1994. Trải qua 2 tuần ở vị trí cao nhất (thứ 5) và 14 tuần trên bảng xếp hạng, ca khúc được chứng nhận vàng bởi Hiệp hội Công nghiệp ghi âm New Zealand (RIANZ), với doanh số nhập hàng đạt 7.500 đơn vị. Tại Thụy Sĩ, "Anytime You Need a Friend" đạt đến vị trí thứ 15, tuy nhiên cũng nằm trên bảng xếp hạng Swiss Singles Chart trong 17 tuần. Trên bảng xếp hạng UK Singles Chart tuần 18 tháng 6 năm 1994, bài hát ra mắt ở vị trí thứ 9. Tuần kế tiếp, nó đạt đến vị trí thứ 8 - vị trí cao nhất, trải qua tổng cộng 10 tuần trên bảng xếp hạng đĩa đơn. Sau màn biểu diễn trực tiếp ca khúc của Eoghan Quigg trong mùa thứ 5 của chương trình tìm kiếm tài năng The X Factor của Anh Quốc, "Anytime You Need a Friend" quay trở lại bảng xếp hạng đĩa đơn ở vị trí thứ 96 trong tuần 22 tháng 11 năm 2008. Tính đến năm 2010, MTV ước tính doanh số của đĩa đơn tại Anh vào khoảng 100.000 đơn vị.

## Các bản phối lại
"Anytime You Need a Friend" được David Cole và Robert Clivillés của C+C Music Factory phối lại. Mặc dù có đến hơn 15 bản hiệu đính và bản phối mở rộng được thực hiện cho bài hát, đa phần trong số chúng đều dựa trên bản phối "C+C Club Mix." Các bản phối mở rộng và hiệu đính khác phải kể đến như "All That and More Mix," "Dave's Empty Pass," và "Boriqua Tribe Mix". Cory Rooney và Mark Morales cũng tạo một bản "Soul Convention Mix" và một bản stringapella cho ca khúc. Do số lượng bản phối nhiều, hai đĩa đơn maxi đã được phát hành tại Hoa Kỳ. Carey được tham gia đồng sản xuất cho cả hai bản phối của C&C và bản Soul Convention/Stringapella, đánh dầu lần đầu tiên cô được sản xuất trong các bản phối bài hát của mình. Gregg Shapiro từ Windy City Times khen ngợi bản phối, viết rằng "mỗi bản phối đều cải thiện cho bản gốc. Chúng có sự mới lạ để thể hiện; ngay cả với những bài hát ban đầu là những bản nhạc dance." Jose F. Promis đánh giá bản phối của C+C đạt 2,5 sao trên thang 5 sao, nhận xét rằng bản phối đã thể hiện một Carey "khá là bạo dạn và trần tục." Ông kết thúc bài đánh giá của mình với bình luận "Nó dành cho một hội nhạc sàn hạng nhất, và là một ví dụ xuất sắc cho âm nhạc dance giữa thập niên 90, không phải là một trong số những sản phẩm hấp dẫn nhất, bị đánh giá thấp nhất, và bị quên lãng nhiều nhất của nữ ca sĩ."

## Video âm nhạc

Carey đang hát trong cảnh này, đằng sau cô là dàn hợp xướng đứng trên bậc thang lớn. Các nhà phê bình đã lưu ý đến những cảnh có liên quan đến Chúa và tôn giáo trong video, chẳng hạn như ở đây là cảnh người cầu nguyện của Chúa.

Video âm nhạc cho bài hát, đạo diễn bởi Danielle Federici, được ghi hình vào đầu mùa hè năm 1994. Nó được quay với định dạng đen trắng, với cảnh Carey đi dọc các con phố ở New York, chứng kiến nhiều người từ một đứa trẻ cho đến một người đàn ông cao tuổi, cô đơn và cần một người bạn. Thêm vào đó, bên cạnh một số cảnh Carey và một dàn hợp xướng lớn của nhà thờ biểu diễn ở một tiền sảnh lớn, video cũng được biết đến như là video đầu tiên mà Carey xuất hiện với kiểu tóc thẳng. Suốt từ đầu sự nghiệp cho đến thời điểm đó, Carey nổi tiếng với kiểu tóc xoăn vàng nâu và dài. Tuy nhiên, video đã giới thiệu hình ảnh mới của Carey, với việc cô xuất hiện trong kiểu tóc thẳng và mái để ngang trán. Video bắt đầu với cảnh Carey đi trên một con phố dài ở New York, và thêm những cảnh quay cận mặt Carey. Khi cô đi xuống đoạn đường, cô trông thấy một cô gái nhỏ ngồi một mình ở góc ngõ hẻm, nhìn trừng trừng hướng lên bầu trời. Khi phần hát bè đầu tiên bắt đầu, Carey bước vào phòng giải lao lớn của một rạp hát, với một dàn hợp xướng trong trang phục màu đen đang đứng hát ở trên một bậc thang lớn. Cô cũng thấy một người đàn ông lớn tuổi đang ngồi ở bậc cửa tàn hoang của một ngôi nhà.
Trong phần bridge của bài hát, Carey liên tiếp chứng kiến người mẹ của đứa trẻ đưa con mình đến một sân chơi gần đó, nơi những người bạn của cô bé đang chơi và nô đùa. Tương tự như vậy, người đàn ông lớn tuổi cũng gặp những người cao tuổi khác, những người cùng với ông đi đến một tòa nhà khác ở gần đó. Ở phần cao trào của bài hát, Carey cùng dàn hợp xướng vươn tay hướng lên trời, và mỉm cười nhìn vào một buổi sáng đầy mây. Renee Graham từ The Boston Globe đánh giá video đạt 2 sao trên 4 sao. Cô khen ngợi việc video đã thể hiện đúng ý nghĩa lời ca và cách miêu tả rõ ràng và súc tích của nó. Mặc dù cho rằng nó "đơn giản," Graham bình luận rằng "Video chưa bao giờ là sở trường của Mariah Carey, và thành thực mà nói, chúng sẽ không bao giờ phải là như vậy. Carey có một giọng hát xuất sắc, nên điều cuối cùng mà cô ấy sẽ làm là che mờ giọng hát của mình với một loạt các vũ đạo, những tình tiết rắc rối của câu chuyện hoặc những tiếng nổ." Tác giả Chris Nickson so sánh một vài phần trong video với tín ngưỡng và niềm tin vào Chúa. Trong một số cảnh Carey xuất hiện với dàn hợp xướng, anh cảm thấy chúng dường như đều hướng vào một sự thật chung bằng âm nhạc: Chúa. Thêm vào đó, anh khẳng định rằng nội dung video rõ ràng hơn sau mỗi cảnh của nó, khi những người cô đơn nhìn lên bầu trời, chắc chắn đang cầu nguyện hoặc kiếm tìm một câu trả lời cho sự cô đơn của họ. Một video được thực hiện riêng cho bản phối của câu lạc bộ C+C. Được biết đến như một video hiệu đính của C+C, nó cũng được đạo diễn bởi Danielle Federici và là một phụ lục có nội dung về hậu trường cho video âm nhạc chứng. Video cũng được ghi hình dưới định dạng đen trắng, bao gồm một vài clip mà Carey và những người bạn trò chuyện, cười đùa và giải trí trong thời gian ghi hình video. Chồng của Carey lúc bấy giờ, Tommy Mottola, cũng xuất hiện ngắn trong video, và xuất hiện bên cạnh Carey ở phần thứ hai. Video cho bản phối lại sau đó được đưa vào ấn phẩm video tại nhà phát hành năm 1995, Fantasy: Mariah Carey at Madison Square Garden.

## Biểu diễn trực tiếp
Carey đã trình diễn quảng bá "Anytime You Need a Friend" trong một vài lần xuất hiện trên truyền hình tại Mỹ, châu Âu và châu Á. Màn trình diễn bài hát của Carey trong một buổi hòa nhạc riêng tại Proctor's Theatre vào ngày 15 tháng 7 năm 1993 được ghi hình và phát hành trong Here Is Mariah Carey của VHS. Carey cũng biểu diễn ca khúc trong một lần xuất hiện trực tiếp trên Late Show with David Letterman, sau đó cô thực hiện bài phỏng vấn về album. Màn trình diễn này có sự tham gia của một ban nhạc sống và một số nữ ca sĩ hát đệm. Các màn biểu diễn quảng bá tại châu Âu bao gồm một lần xuất hiện và trình diễn trong chương trình bảng xếp hạng âm nhạc của Anh Top of the Pops, trong chương trình giải trí của Đức Wetten, dass..?, trong Hey Hey It's Saturday của Úc, và trong Japanese Music Fair năm 1993. Bên cạnh những lần xuất hiện trên truyền hình, Carey đã biểu diễn bài hát trong hai chuyến lưu diễn Music Box Tour (1993) và Daydream World Tour (1996). Trong chuyến lưu diễn năm 1993, Carey đã xếp bài hát ở vị trí thứ 15 trong danh sách ca khúc trình diễn, và thể hiện với một phong cách thời trang tương tự những lần biểu diễn trên truyền hình.
Trước khi bắt đầu bài hát, Carey thôi thúc khán giả "đừng bao giờ cô đơn" và "luôn cố gắng và tìm kiếm cho mình người đặc biệt trong cuộc đời bạn." Sau buổi diễn tại Chicago, nhà phê bình Greg Kot của tờ Chicago Tribune cảm nhận màn trình diễn đã "thực sự chứng minh rằng chất giọng đa-quãng tám của cô ấy không phải là trò bìa đặt từ phòng thu."
Trong các buổi diễn tại Tokyo Dome năm 1996, Carey sử dụng tóc quăn dài lượn sóng, và mặc một chiếc áo choàng đen dài. Cô thể hiện phiên bản gốc của bài hát cho đến nửa đoạn hát bè cuối cùng, sau đó trộn với bản phối lại của C+C. Một lần nữa, các ca sĩ hát đệm xuất hiện trên sân khấu, tất cả đều trong trang phục màu đen. Tuy nhiên, khi bản phối lại bắt đầu, sáu nam vũ công xuất hiện từ hai phía sàn diễn, trình diễn các điệu nhảy mạnh trong khi Carey di chuyển xung quanh sân khấu. Cũng vào lúc bản phối bắt đầu, hệ thống đèn chiếu sáng được thay đổi. Ngoài hệ thống đèn huỳnh quang được sử dụng liên tục trong suốt buổi diễn, các đèn hồng và tím được sử dụng thêm, cũng như được dùng để khép lại buổi diễn và dùng trong bài hát cuối cùng. Trong các buổi diễn sau đó tại châu Âu, trang phục và kiểu tóc của Carey được thay đổi. Cô mặc một chiếc áo choàng dài màu trắng không có dây buộc, với tóc thẳng đuôi ngựa. Sau năm 1996, Carey không biểu diễn trực tiếp ca khúc trong bất cứ chương trình truyền hình hay chuyến lưu diễn nào khác của cô.

## Các phiên bản khác
Trong bài đánh giá album đầu tay của Leona Lewis, Spirit, được thực hiện bởi Digital Spy, Nick Levine thấy rằng bài hát "Footprints in the Sand" vay mượn khá nhiều từ bai hát của Carey, viết rằng: "'Footprints In The Sand' dường như đã cố sử dụng lại bằng được kiệt tác nhạc pop rác rưởi 'Anytime You Need A Friend' của Mariah Carey." "Anytime You Need a Friend" được hát lại trong một vài dịp đặc biệt của các chương trình truyền hình thực tế và tìm kiếm tài năng. Một vài trong số chúng trở nên phổ biến rộng rãi bởi truyền thông, do tính tự nhiên của màn trình diễn hoặc của người biểu diễn. Ở mùa thứ 5 của chương trình tìm kiếm tài năng của Anh The X Factor, thí sinh Eoghan Quigg đã biểu diễn trực tiếp một phiên bản hát lại của ca khúc trong tuần có chủ đề về "Mariah Carey". Bài hát được chọn bởi Simon Cowell, do ông cảm thấy ca khúc phù hợp với chất giọng trẻ của anh. Sau màn trình diễn đó, anh nhận được những lời khen ngợi từ cả ba vị giám khảo. Kết thúc cuộc thi, Quigg tham gia chuyến lưu diễn trực tiếp năm 2009 cùng với các thí sinh khác lọt vào chung kết, biểu diễn bài hát trong mỗi buổi diễn cùng với thí sinh thân thiết với anh, Diana Vickers. Tương tự, trong mùa thứ tư của chương trình thực tế tìm kiếm tài năng America's Got Talent, một bộ ba em nhỏ gồm Michael, Avery và Nadia, cùng tạo thành nhóm tên là "The Voices of Glory," đã thể hiện trực tiếp bài hát. Màn trình diễn được các giám khảo khen ngợi, với việc David Hasselhoff thốt lên "Tuyệt vời, tuyệt vời, một màn diễn tuyệt vời."

## Danh sách và thứ tự bài hát
| Đĩa đơn maxi CD phát hành tại Áo 1. "Anytime You Need a Friend" (phiên bản album) 2. "Anytime You Need a Friend" (Soul Convention phối lại) Đĩa vinyl 7" phát hành tại châu Âu 1. "Dreamlover" – 3:53 2. "Do You Think of Me" – 4:46 3. "Anytime You Need a Friend" (phiên bản album) 4. "Music Box" Đĩa đơn maxi CD phát hành tại châu Âu 1. "Anytime You Need a Friend" (phiên bản album) 2. "Anytime You Need a Friend" (C+C Radio phối lại) 3. "Anytime You Need a Friend" (Soul Convention phối lại) 4. "Anytime You Need a Friend" (phiên bản của C+C Club) 5. "Anytime You Need a Friend" (Dave's Empty Pass) | Đĩa đơn maxi CD thứ nhất phát hành tại Mỹ 1. "Anytime You Need a Friend" (phiên bản của C+C Club) 2. "Anytime You Need a Friend" (Ministry Of Sound phối) 3. "Anytime You Need a Friend" (Dave's Empty Pass) 4. "Anytime You Need a Friend" (bản phối 7") Đĩa đơn maxi CD thứ hai phát hành tại Mỹ 1. "Anytime You Need a Friend" (Soul Convention phối lại) 2. "Anytime You Need a Friend" (Stringapella) 3. "Anytime You Need a Friend" (phiên bản album) 4. "Music Box" |

## Những người thực hiện
Phần này được chép từ ghi chú trên bìa Music Box.
"Anytime You Need a Friend" được ghi âm tại Right Track Studios, New York, và phối nhạc tại Sony Music Studios, New York.
| - Mariah Carey – đồng sản xuất, viết nhạc, hát - Walter Afanasieff – đồng sản xuất, viết nhạc, bàn phím, synthesizer, organ - Michael Landau – ghi-ta - Cindy Mizelle – hát đệm - Kelly Price – hát đệm - Mark C. Rooney – hát đệm | - Melonie Daniels – hát đệm - Shanrae Price – hát đệm - Ren Klyce – lập trình - Dana Jon Chappelle – kỹ sư - Bob Ludwig – master - Mick Guzauski – phối nhạc |

## Xếp hạng và chứng nhận
| Bảng xếp hạng (1994)                         | Vị trí cao nhất |
| -------------------------------------------- | --------------- |
| Úc (ARIA)                                    | 12              |
| Áo (Ö3 Austria Top 40)                       | 25              |
| Bỉ (Ultratop 50 Flanders)                    | 13              |
| Canada (The Record's Contemporary Hit Radio) | 7               |
| Canada Top Singles (RPM)                     | 5               |
| Canada Adult Contemporary (RPM)              | 3               |
| Châu Âu Hot 100 Singles (Billboard)          | 19              |
| Pháp (SNEP)                                  | 12              |
| Đức (Official German Charts)                 | 41              |
| Ireland (IRMA)                               | 16              |
| Nhật Bản (Oricon Albums Chart)               | 34              |
| Hà Lan (Dutch Top 40)                        | 10              |
| Hà Lan (Single Top 100)                      | 11              |
| New Zealand (Recorded Music NZ)              | 5               |
| Thụy Sĩ (Schweizer Hitparade)                | 15              |
| Anh Quốc (OCC)                               | 8               |
| Hoa Kỳ Billboard Hot 100                     | 12              |
| Hoa Kỳ Adult Contemporary (Billboard)        | 5               |
| Hoa Kỳ Dance Club Songs (Billboard)          | 1               |
| Hoa Kỳ Hot R&B/Hip-Hop Songs (Billboard)     | 22              |
| Hoa Kỳ Pop Airplay (Billboard)               | 5               |
| Hoa Kỳ Rhythmic (Billboard)                  | 14              |

| Bảng xếp hạng (1994)                             | Vị trí |
| ------------------------------------------------ | ------ |
| Canada Top Singles (RPM)                         | 39     |
| Canada Adult Contemporary (RPM)                  | 23     |
| Hà Lan (Dutch Top 40)                            | 121    |
| New Zealand (Recorded Music NZ)                  | 39     |
| Vương quốc Anh Singles (Official Charts Company) | 90     |
| Hoa Kỳ Billboard Hot 100                         | 47     |
| Hoa Kỳ Adult Contemporary (Billboard)            | 21     |
| Hoa Kỳ Hot Dance Club Songs (Billboard)          | 39     |

| Quốc gia                                 | Chứng nhận | Số đơn vị/doanh số chứng nhận |
| ---------------------------------------- | ---------- | ----------------------------- |
| New Zealand (RMNZ)                       | Vàng       | 5.000*                        |
| Anh Quốc (BPI)                           |            | 100.000                       |
| * Chứng nhận dựa theo doanh số tiêu thụ. |            |                               |